# Overton (Texas)
Overton è una città situata tra le contee di Rusk e Smith, nello Stato del Texas. Overton si trova in due contee e due aree metropolitane. La parte della città nella contea di Rusk fa parte dell'area statistica metropolitana di Longview, mentre la parte nella contea di Smith fa parte dell'area statistica metropolitana di Tyler. La popolazione era di 2 554 abitanti al censimento del 2010.

## Geografia fisica
Secondo l'Ufficio del censimento degli Stati Uniti, ha una superficie totale di 6,75 mi² (17,48 km²).

## Storia
Un tempo nella zona abitavano vari popoli come i Choctaw, Chickasaw e Creek, tutt'oggi vi abitano con il nome di Tiyuk Hekia ("pino in piedi"); molti anni dopo, quando fu incorporata, prese il nome di Overton.
La città prende il nome dal maggiore Frank Overton, uno dei primi coloni e proprietario terriero che donò parte della sua terra per il sito della città. Fu pianificata nel 1873 e nello stesso anno venne istituito un ufficio postale.
Overton doveva essere originariamente un crocevia di due ferrovie. Nel 1875, la Henderson and Overton Branch Railroad, lunga 16 miglia, fu completata e in seguito fu raggiunta dalla International-Great Northern. Quando le vicine comunità di Bellview, Jamestown, Rocky Mount e Salem furono tutte aggirate dalla ferrovia, Overton ottenne le imprese e le persone che volevano beneficiare delle linee ferroviarie. La città ha offerto lotti per il trasferimento delle imprese e molti hanno accettato l'offerta.
I massoni e gli Odd Fellows costruirono la prima scuola, e una chiesa fu costruita nel 1875. Nel 1888 la popolazione era aumentata a 500 abitanti e aveva tutte le attività essenziali, tra cui un giornale. Overton prosperò come comunità agricola e nel 1904 la popolazione aveva raggiunto i 568 abitanti.
Quando un petroliere dell'Oklahoma chiamato C. M. (Dad) Joiner stava trivellando il suo terzo pozzo nel 1930, la città di Overton lo ha aiutato a raccogliere i fondi di cui aveva bisogno per la trivellazione. A seguito della trivellazione del pozzo, Overton divenne importante con Joiner, poiché furono costruite chiese, scuole e una raffineria. Anche l'Hubbard College fu fondato in questo periodo. L'economia della città, un tempo basata sull'agricoltura, adesso ruotava intorno alla produzione di petrolio.
La popolazione di Overton aumentò notevolmente da 426 nel 1931 a 3 000 nel 1933. Nel 1936 era di 4 500 abitanti e la città ne uscì quasi illesa dalla grande depressione. Ma alla fine della seconda guerra mondiale la popolazione era diminuita della metà, raggiungendo solo 2 000 negli anni 1950 e mantendosi così fino agli anni 1970. Negli anni 1980 Overton era la "seconda città" della contea di Rusk con una popolazione di 2 430 abitanti nel 1983. Negli anni 1990 Overton si estendeva nella vicina contea di Smith.

## Società

### Evoluzione demografica
Secondo il censimento del 2010, la popolazione era di 2 554 abitanti.